# ملت هورون-وندات
ملت هورون-وندات (انگلیسی: Huron-Wendat Nation)  یک ملت ایروکویی زبان است که در قرن هفدهم تأسیس شد. در زبان فرانسوی، که توسط اکثر اعضای اولین ملت استفاده می‌شود، آنها به عنوان Nation Huronne-Wendat شناخته می‌شوند. فرانسوی‌ها به دلیل مدل موی مردان هورون، نام مستعار «هورون» را به وندات، به معنای «سر گراز» دادند. وندات (Quendat) نام کنفدراسیونی آنها بود، به معنای «مردم جزیره» یا «ساکنان شبه جزیره».